# Сильверпит
Си́льверпит, или Сильверпитский кратер (англ. Silverpit crater) — подводное геологическое образование в Северном море у берегов Великобритании. Кратероподобная форма, названная в честь Сильверпита — соседней долины дна океана, известной поколениям рыбаков, — была обнаружена во время обычного анализа сейсмических данных, собранных во время поисков газа в южной части осадочного бассейна Северного моря. Его происхождение от удара метеорита впервые было предложено и широко освещалось в 2002 году. Если это верно, то Сильверпит станет первым ударным кратером, обнаруженным в пределах или вблизи Соединённого Королевства. По оценкам, его возраст составляет от 45 до 74 миллионов лет (поздний меловой период или эоцен).
Тем не менее, такое толкование спорно, и другие авторы оспаривают метеоритное происхождение кратера. Альтернативные происхождения были также предложены, и по одному из них это образование было создано разрушением скал, поддержанным подвижностью солей.